# カンバーランド川
カンバーランド川（カンバーランドがわ、英: Cumberland River）は、アメリカ合衆国南部の川であり、ミシシッピ川水系オハイオ川の支流のひとつである。全長は 1,107km（688マイル）。ケンタッキー州東部のカンバーランド高原に源を発して西に流れ、テネシー州北部を経由して、ケンタッキー州西部のスミスランド (Smithland, Kentucky) でオハイオ川に合流する。
カンバーランド川は、ケンタッキー川 (Kentucky River) 、ビッグ・サンディ川 (Big Sandy River (Ohio River)) と並び、ケンタッキー州の3本の主要な川の1つである。テネシー州の州都ナッシュビルはカンバーランド川沿岸に位置する。

## 流路

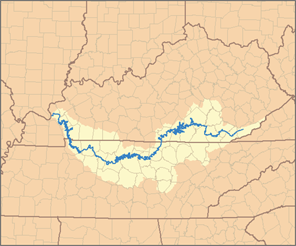
カンバーランド川の流路と流域

カンバーランド川は、ハーラン郡を源流とする自然の川である。21m（68フィート）の落差を持つカンバーランド滝 (Cumberland Falls) は合衆国東部の大規模な滝の1つで「リトル・ナイアガラ」の異称があり、常に霧が立ち込めていることから、西半球で月虹を見られる数少ない場所の1つとされている。
カンバーランド川とその支流にはいくつかのダムが設けられており、大きな貯水池が形成されている。ダムは閘門によって航行が可能になっている。上流から順に、ウォルフ・クリーク・ダム (Wolf Creek Dam) （ケンタッキー州南部）が形成するカンバーランド湖 (Lake Cumberland) 、ナッシュビル東方のオールド・ヒッコリー湖 (Old Hickory Lake) 、ナッシュビル西方のチャタム湖、ケンタッキー州西部のバークリー湖 (Lake Barkley) である。支流にはケンタッキー州南部のローレン川に設けられたローレン湖、テネシー州のオベイ川に設けられたデイル・ホロウ貯水池 (Dale Hollow Reservoir) 、ナッシュビルのストーンズ川に設けられたパーシー・プリースト湖 (Percy Priest Lake) がある。
ビッグ・サウス・フォーク (Big South Fork of the Cumberland River) の渓谷はビッグ・サウス・フォーク国立景観河川・レクリエーション地域 (Big South Fork National River and Recreation Area) としてアメリカ合衆国国立公園局により保護されている。

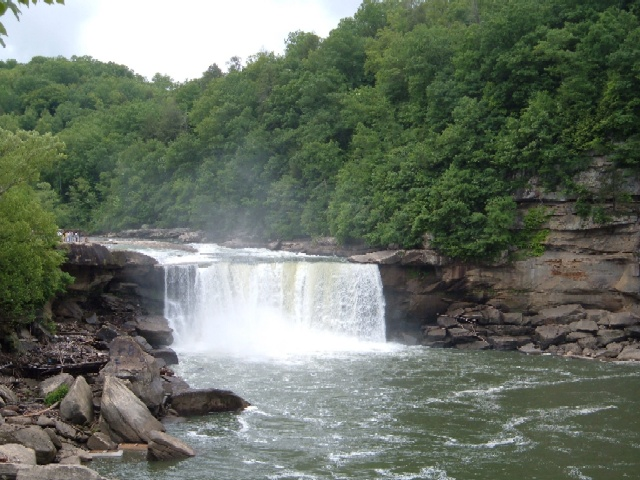
カンバーランド滝
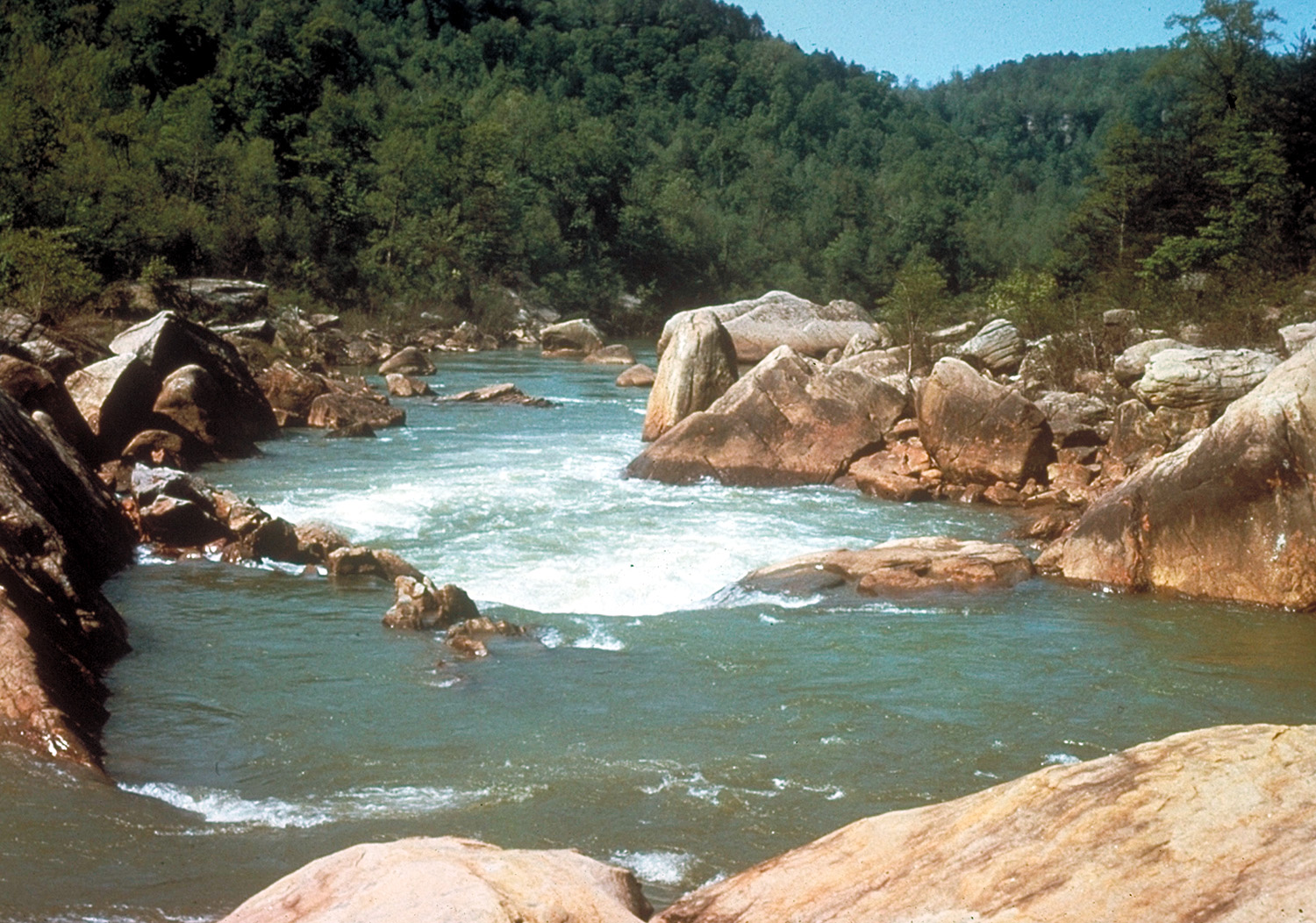
ビッグ・サウス・フォーク
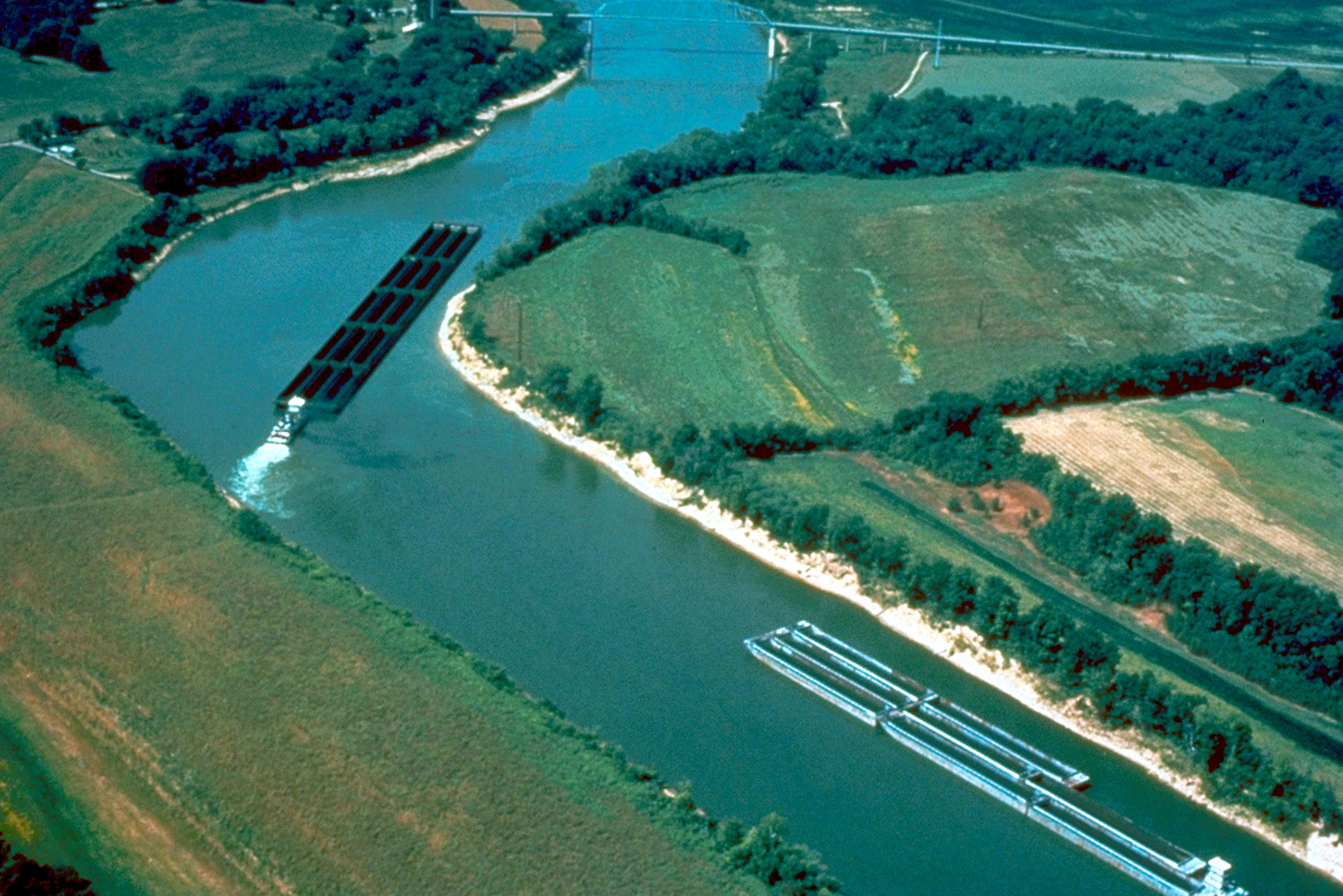
カンバーランド川は現在も重要な流通路である

## 歴史
カンバーランド川は、まず猟師と移民のための重要な通路として利用され、やがてオハイオ川を経てミシシッピ川に到る河川交易路となった。川沿いの市町村は、川の船着場を中心に発展した。19世紀中盤まで、交易や旅行の道としてカンバーランド川は欠かせないものであった。
1748年、バージニア州出身の探検家・測量家であるトーマス・ウォーカー (Thomas Walker (explorer)) は、猟師を率いてバージニアからアパラチア山脈を越えた。彼ら一行は、1746年のカロデンの戦いによってアメリカでも名を知られたカンバーランド公ウィリアム・オーガスタスにちなみ、高原地帯に「カンバーランド」と名付けた。ウォーカー一行は現在のケンタッキーへ向かい、カンバーランド渓谷 (Cumberland Gap) を通過したが、このときカンバーランドの山並みから流れる美しい谷川に「カンバーランド川」と命名した。ウォーカーは、1750年4月17日の記録に次のように記している。「私が猟のため渓流を下ったが、この渓流が私たちのキャンプのふもとに約1マイルの場所で川に合流していることを発見した。私はこの川をカンバーランド川と名づけた」と記載している。
ウォーカーがカンバーランド川と名付ける以前、この川はネイティブ・アメリカンによって「ワノト川」（Warioto）、フランス人商人からは「ショーヴァノン川」（Shauvanon）と呼ばれていた。またウォーカーによる命名以降も「シャウニー川」（Shawnee）、または「シャワノー川」（Shawanoe）の別名で呼ばれていた。
南北戦争では、カンバーランド川付近でいくつかの戦闘が行われた。中でも知られているのは、ドネルソン要塞 (Fort Donelson National Battlefield) の戦いである。
アメリカ海軍の艦艇には、この川にちなみ「カンバーランド」と命名されたものがある。

## 災害
2010年4月下旬から5月上旬にかけて、豪雨により増水したカンバーランド川が決壊し、洪水はナッシュビル市内に及んだ。ナッシュビルのダウンタウン一帯には避難勧告が出された。